# Ejército de Resistencia Rahanweyn
El Ejército de Resistencia Rahanweyn (RRA por sus siglas en inglés), también conocido como el Ejército de Resistencia Reewin, es un grupo militante autonomista que opera en Somalia Sudoccidental, en la Región de Bay, y en la Región de Bakool. Fue la primera facción armada Reewin a surgir durante la guerra civil de Somalía. El objetivo declarado del RRA es la creación y el reconocimiento de un estado independiente del sudoeste de Somalia, actualmente está dirigido por Hasan Muhammad Nur Shatigadud. Actualmente se encuentra bajo la autoridad del Gobierno Federal de Transición.

## Historia
El RRA fue fundado el 13 de octubre de 1995. Desde entonces ha estado luchando por sus objetivos, cogió fuerzas y peso ya a comienzos de 1996, al atacar importantes redes de suministros.
El RRA tuvo una serie de disputas internas en 2002 debido a la posición en distintos bandos de sus miembros sobre el tema del consejo de la Reconciliación de Somalia y el Consejo de Restauración, ya que deseaban ayudarle pero algunos altos mandos se posicionaban a favor de mantener la ayuda al Gobierno Nacional de Transición.
En junio de 2006, las milicias del Señor de la Guerra Botan Ise Alin se aliaron con la Alianza para la Restauración de la Paz y contra el Terrorismo y consiguieron hacerse rendir a las fuerzas del RRA tras de la Segunda Batalla de Mogadiscio por las fuerzas de la Unión de Cortes Islámicas.